# Sammamish (Washington)
Sammamish je grad u američkoj saveznoj državi Washington. Prema popisu stanovništva iz 2010. u njemu je živjelo 45.780 stanovnika.